# Amphimoea walkeri
Amphimoea walkeri, popularmente conhecida como mariposa-esfinge, é uma espécie de artrópode lepidóptero, mais especificamente de mariposa, pertencente à família dos esfingídeos (Sphingidae). Foi descrita por Jean Baptiste Boisduval em 1875.

## Descrição
Amphimoea walkeri apresenta abdome com quatro listras dorsais amarelas, manchas laterais do segmento três e longitudinais subsequentes. O corpo tem a parte inferior amarelo-claro. Os palpos apresentam escamas ventrais do segundo segmento muito longas, predominantemente amarelo-claras. As tíbias e o primeiro segmento tarsal tem comprimentos nas mesmas proporções que Cocytius lucifer, e a asa posterior tem a parte superior do disco semitransparente. A envergadura das asas varia de 147 a 164 milímetros.
Nos machos, a genitália possui unco comprimido, carenado dorsalmente, e ápice acentuadamente curvado ventralmente. O gnato é muito curto, semelhante em tamanho e posição ao de Manduca trimacula, lobo mais curto do que largo, truncado e com ângulos arredondados. Sua valva não possui tufos de cerdas longas próximo à harpa. A harpa, por sua vez, é semelhante à de Manduca ochus, com processo ventral curvo e crista superior plana e dentada. O falo tem dois dentes pequenos, um próximo ao ápice e o outro mais proximal. As fêmeas, por sua vez, têm esterigma mesialmente convexo, lateralmente recurvado, formando cristas proeminentes. O óstio da bursa é subapical.

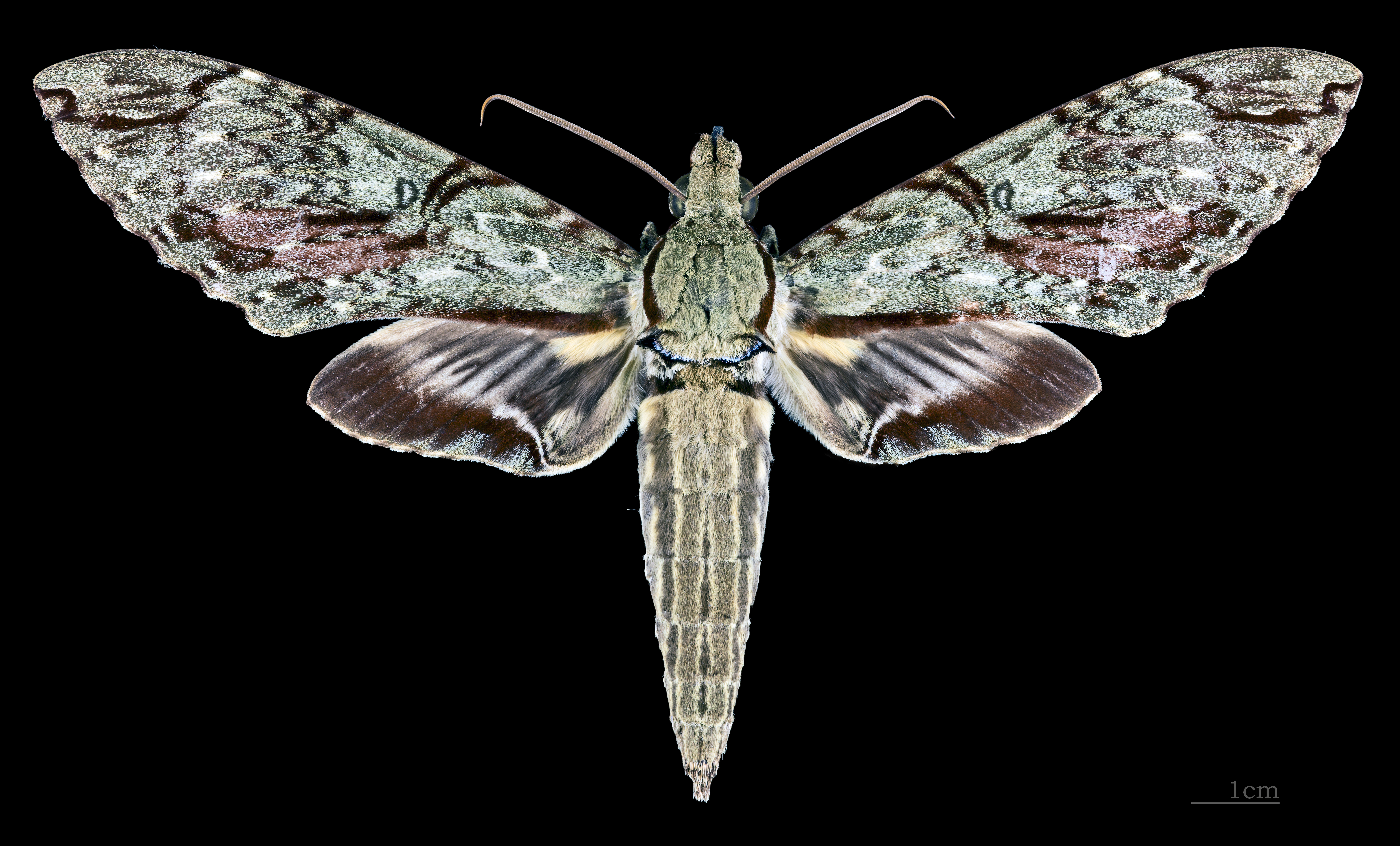
Dorsal do macho
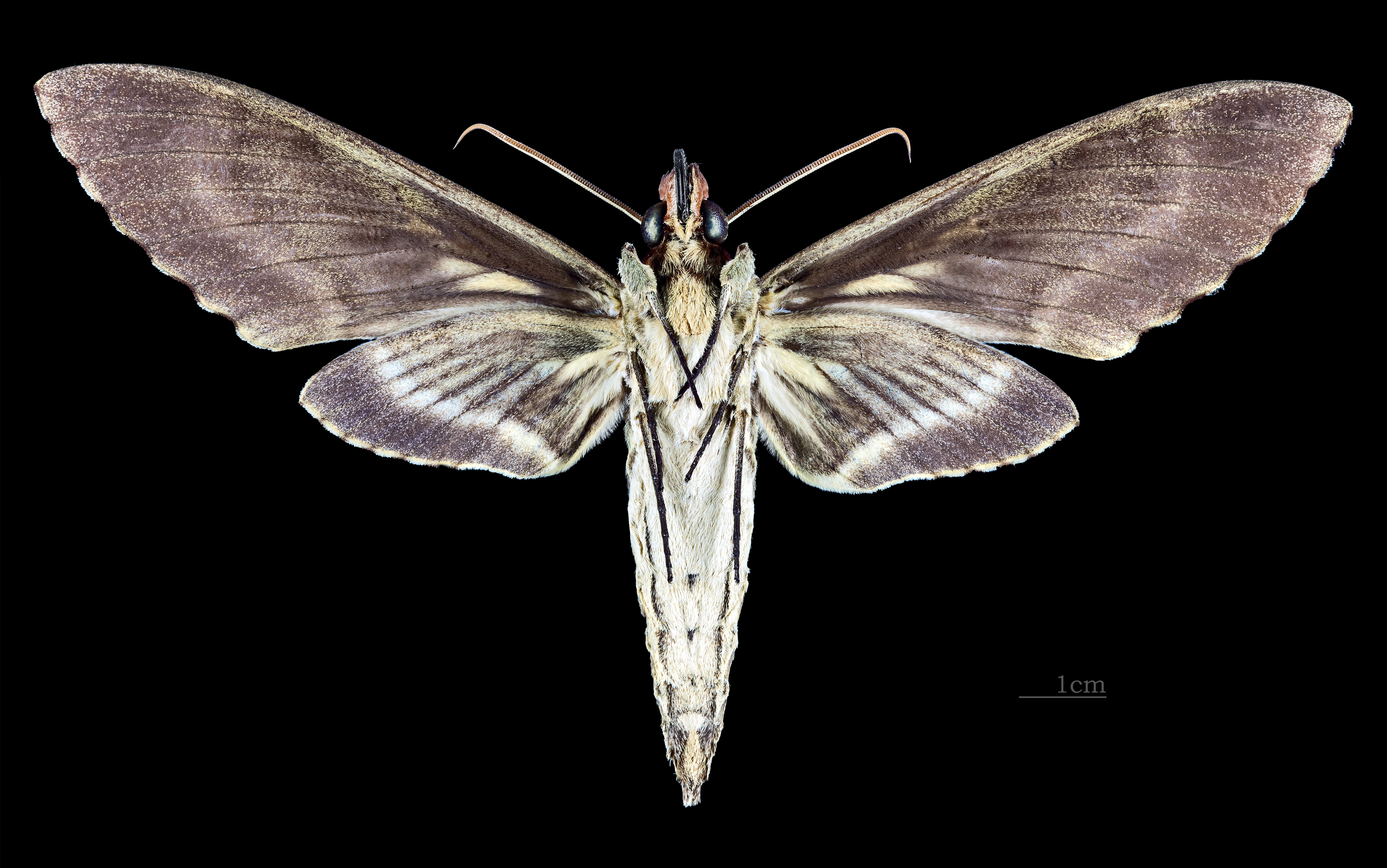
Ventral do macho
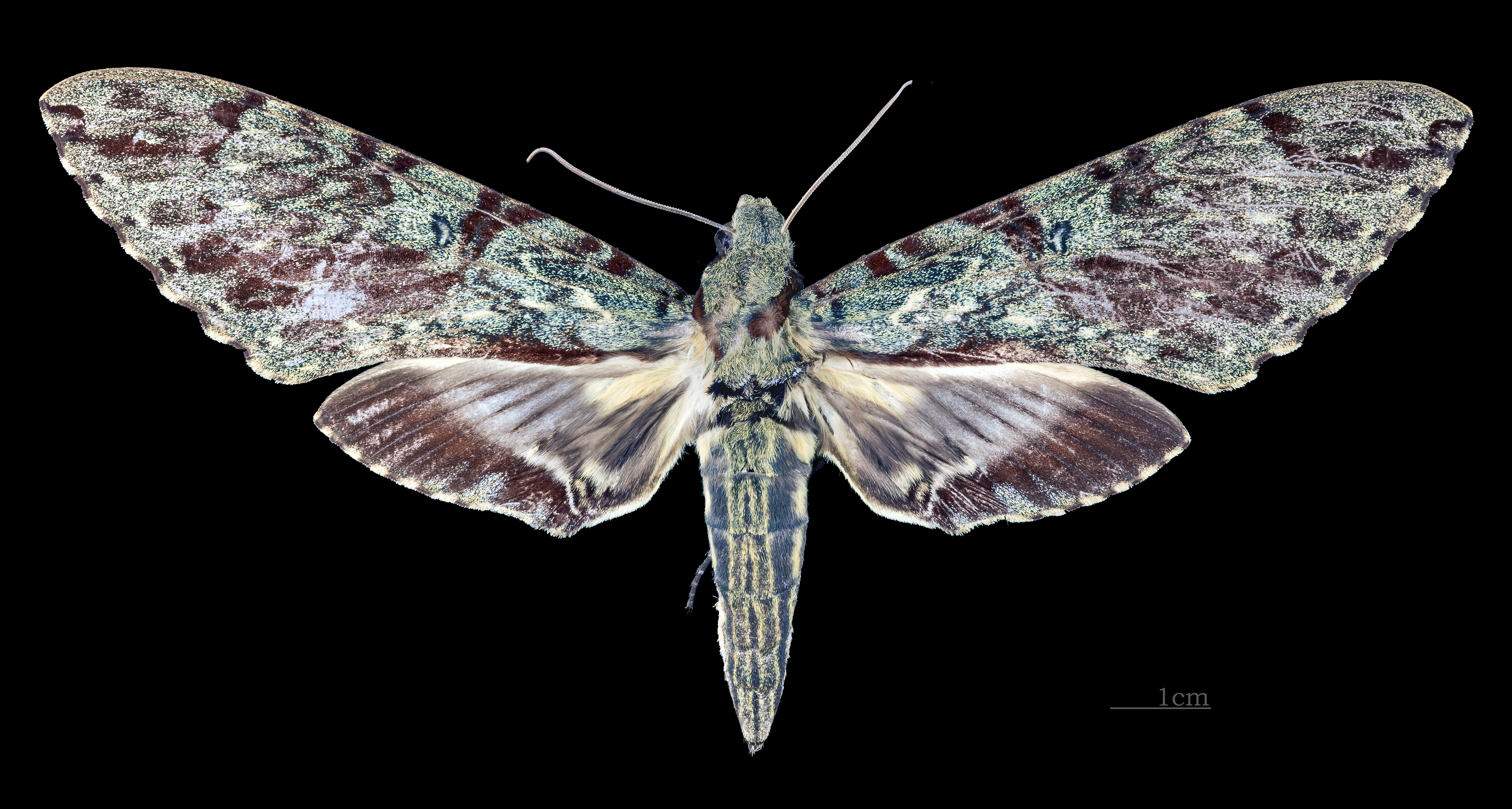
Dorsal da fêmea
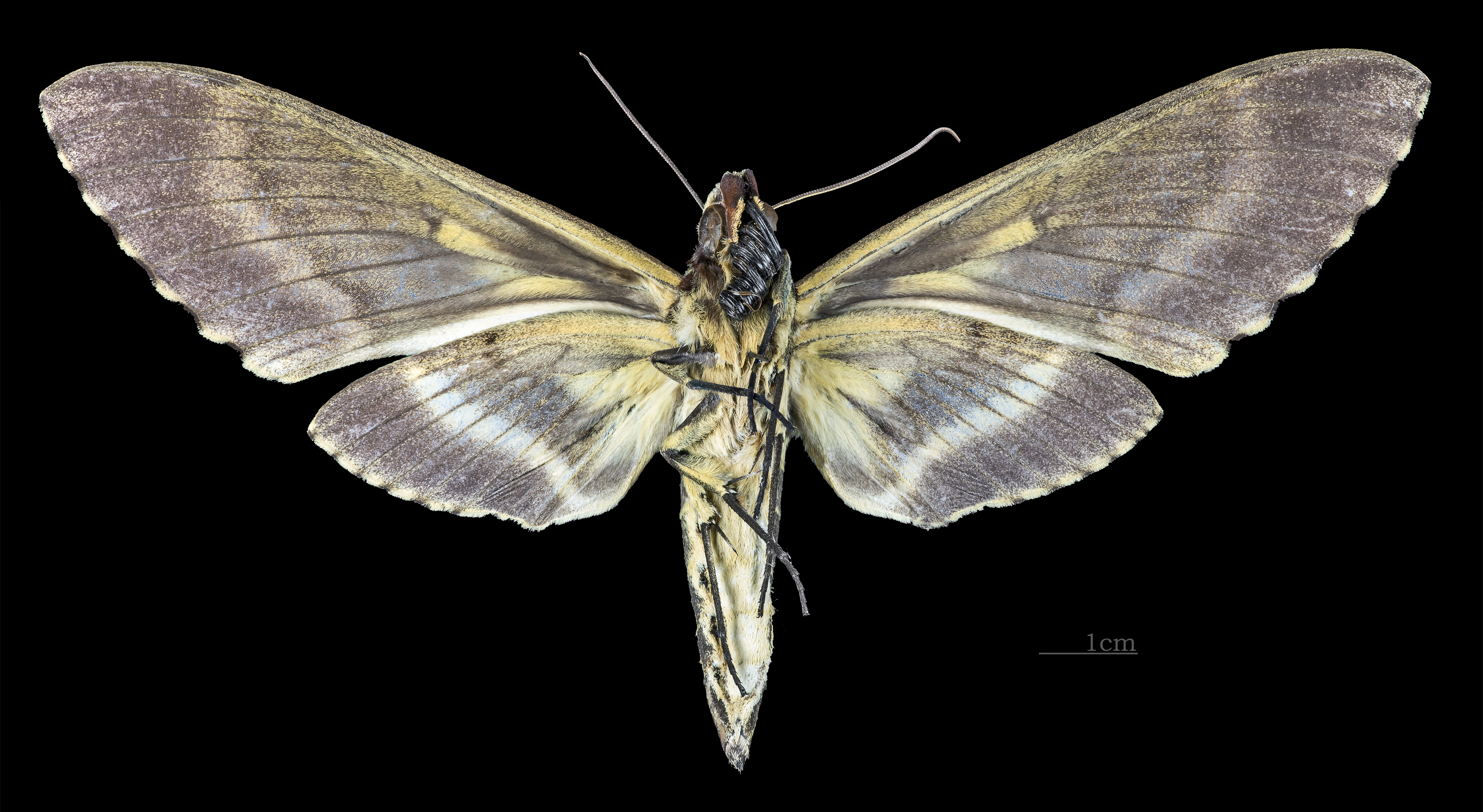
Ventral da fêmea

## Distribuição
Amphimoea walkeri ocorre desde o sul do México, Costa Rica, Guatemala, Honduras, El Salvador, Belize, Nicarágua, Panamá, Venezuela, Colômbia, Peru, Equador, Guiana, Guiana Francesa, Suriname, Bolívia, Paraguai, Brasil e norte da Argentina. No Brasil, em específico, há registros nos estados de Alagoas, Amazonas, Maranhão, Pará, Pernambuco, Rio de Janeiro, Rondônia, São Paulo e Acre. Em termos hidrológicos, habita as sub-bacias dos litorais de Alagoas, Pernambuco, Paraíba, Rio de Janeiro e São Paulo, do Madeira, do Negro, do Paraíba do Sul, do Purus, do Tietê, do Baixo Tocantins e do Xingu. Habita florestas primárias nos biomas da Amazônia e Mata Atlântica.

## Biologia e ecologia

Indivíduos de Cocytius cluentius (acima, se alimentando) e Amphimoea walkeri (abaixo)

Amphimoea walkeri tem alimentação herbívora (fase larval) e nectarívora (fase adulta). Foi registrada na Bolívia em março e junho e possivelmente voa também em outros meses. Humberto Calero Mejia relata um voo no início de junho na ilha de Górgona, na Colômbia. Possui probóscide excepcionalmente longa, atingindo até 25 centímetros de comprimento, adaptada para acesso a néctar de flores tubulares profundas. As fêmeas chamam os machos com um feromônio liberado por uma glândula na ponta do abdome. As pupas provavelmente emergem das câmaras subterrâneas pouco antes da eclosão. As larvas se alimentam de Anaxagorea crassipetala, uma árvore da floresta tropical de terras baixas da Costa Rica e áreas vizinhas, e provavelmente de outros membros da família das anonáceas (Annonaceae). Os ínstares posteriores desta espécie escondem-se durante o dia e sobem na folhagem para se alimentar ao anoitecer e durante a noite. Os ínstares iniciais (1º e 2º) escondem-se na planta hospedeira. Os excrementos desta lagarta esfarelam-se à medida que são expelidos, terminando como pequenos pedaços de excrementos em vez de grandes e visíveis pelotas. Quando os ínstares posteriores desta lagarta são incomodados, emitem espuma com forte odor pela boca.

## Conservação
Amphimoea walkeri é ameaçada pela poluição luminosa e expansão urbana na Mata Atlântica, bem como por queimadas não planejadas e/ou não autorizadas nos biomas onde ocorre. Apesar disso, essas ameaças não representam risco significativo a ponto de colocar em risco a conservação da espécie. Em sua área de distribuição, está presente em algumas áreas de conservação: a Área de Proteção Ambiental de Petrópolis (APA Petrópolis), o Parque Nacional do Jaú (PARNA Jaú), o Parque Nacional da Serra do Pardo (PARNA Serra do Pardo), o Parque Nacional da Serra dos Órgãos (PARNA Serra dos Órgãos), a Reserva Biológica do Gurupi (Rebio do Gurupi), a Área de Proteção Ambiental de Murici (APA de Murici), o Parque Estadual da Serra do Mar, a Reserva Particular do Patrimônio Natural Fazenda Suspiro (RPPN Fazenda Suspiro), a Reserva Particular do Patrimônio Natural Frei Caneca (RPPN Frei Caneca), a Terra Indígena Alto Rio Negro e a Terra Indígena Tubarão/Latundê. Em 2018, Amphimoea walkeri foi classificada como pouco preocupante (LC) no Livro Vermelho da Fauna Brasileira Ameaçada de Extinção do Instituto Chico Mendes de Conservação da Biodiversidade (ICMBio).